# Бітвінанени

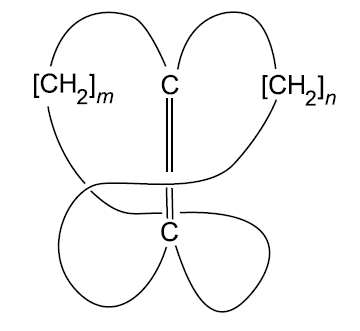
Структурна формула бітвінаненів.

Бітвінанени (рос. битвинанены, англ. betweenanenes) — біциклічні алкени з подвійним зв'язком між головними містковими атомами й транс-прилученнями кожного відгалуження до подвійного зв'язку. 
Таким чином, це транс-біцикло[m.n.0]алк-1(m+2)-ени.